# Sebaea albidiflora
Sebaea albidiflora är en gentianaväxtart som beskrevs av F Muell.. Sebaea albidiflora ingår i släktet Sebaea och familjen gentianaväxter. Inga underarter finns listade i Catalogue of Life.